# Liste des vols de Longue Marche

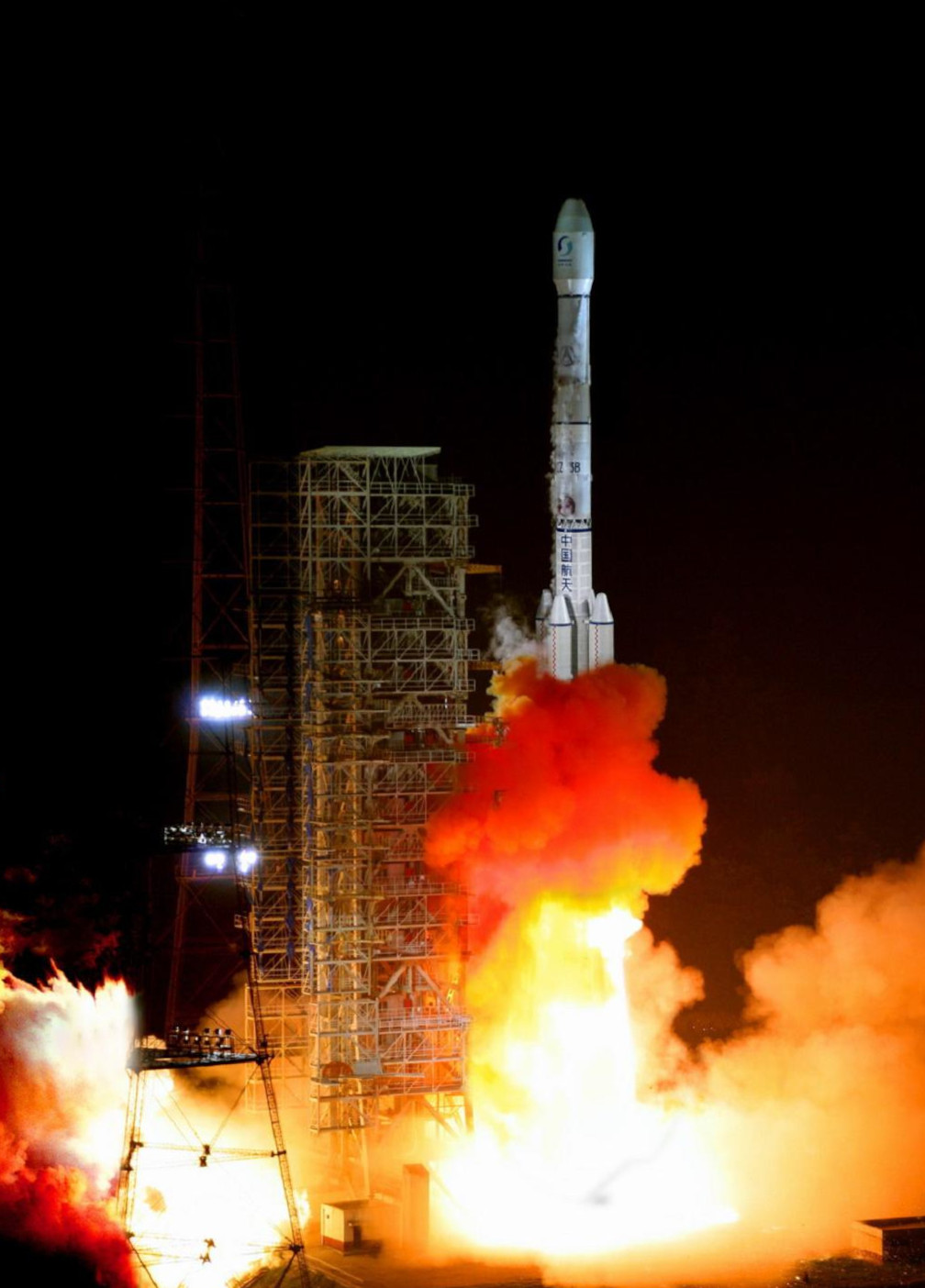
Une Longue Marche 3, lanceur le plus tiré de la famille

Cet article donne la liste des vols de Longue Marche, une famille de lanceurs chinois. Il est à noter que ce classement ne prend pas en compte les vols de Tempête 1. Les lancements suborbitaux sont répertoriés, mais non comptés.

## Statistiques
Du premier lancement en 1970 au 24 août 2022, 433 fusées Longue Marche ont été lancées vers l'orbite, depuis cinq bases de lancement différentes. Parmi ces vols, 10 se sont soldés par des échecs totaux, et 8 par des échecs partiels. La base spatiale la plus utilisée pour ces lancements est Xichang, alors que Jiuquan est la base ayant lancée le plus de satellites sur des Longue Marche.

### Comparatif des bases de lancement
Tableau mis à jour le 24 août 2022.
| Base de lancement                         | 1er vol orbital | Nombre de vols orbitaux | Échecs (partiels) | Satellites lancés |
| ----------------------------------------- | --------------- | ----------------------- | ----------------- | ----------------- |
| Xichang                                   | 1984            | 171                     | 3 (7)             | 220               |
| Jiuquan                                   | 1970            | 137                     | 2                 | 249               |
| Taïyuan                                   | 1988            | 102                     | 3 (1)             | 221               |
| Wenchang                                  | 2016            | 17                      | 2                 | 36                |
| Vols maritimes (Barges Tai Rui et Debo 3) | 2019            | 3                       | 0                 | 19                |

### Évolution du nombre de vols orbitaux par année
Graphique mis à jour le 24 août 2022.
| 10 20 30 40 50 1965 1970 1975 1980 1985 1990 1995 2000 2005 2010 2015 2020 Échec Échec partiel Succès Planifié |

## Liste des lancements